# Antodice lezamai
Antodice lezamai är en skalbaggsart som beskrevs av Mccarty 2006. Antodice lezamai ingår i släktet Antodice och familjen långhorningar.
Artens utbredningsområde är Costa Rica. Inga underarter finns listade i Catalogue of Life.